# جان ساركوزي
جان ساركوزي (بالفرنسية: Jean Sarkozy)‏ (و. 1986 – م) هو سياسي من فرنسا . ولد في نويي-سور-سين .
وهو عضو في الاتحاد من أجل حركة شعبية .

## التعليم
تعلم في معهد هنري الرابع، وجامعة باريس.